# Antigua and Barbuda Defence Force Air Wing
L'Antigua and Barbuda Defence Force Air Wing è l'attuale componente aerea di Antigua e Barbuda e parte integrante delle sue forze armate.

## Storia
Essa è la componente più giovane delle forze armate, in quanto è stata fondata il 12 aprile 2022. Basata sul St.John's - V.C. Bird International Airport, al momento della costituzione essa disponeva di un solo aeroplano, un BN-2 Islander.

## Aeromobili in uso
Sezione aggiornata annualmente in base al World Air Force di Flightglobal del corrente anno. Tale dossier non contempla UAV, aerei da trasporto VIP ed eventuali incidenti accorsi durante l'anno della sua pubblicazione. Modifiche giornaliere o mensili che potrebbero portare a discordanze nel tipo di modelli in servizio e nel loro numero rispetto a WAF, vengono apportate in base a siti specializzati, periodici mensili e bimestrali. Tali modifiche vengono apportate onde rendere quanto più aggiornata la tabella.
| Aeromobile                   | Origine     | Tipo               | Versione (denominazione locale) | In servizio (2024) | Note                                               | Immagine |
| Aerei da trasporto           |             |                    |                                 |                    |                                                    |          |
| Britten-Norman BN-2 Islander | Regno Unito | aerei da trasporto | BN-2A                           | 1                  | 1 BN-2A consegnato a fine febbraio 2022.           |          |
| Piper PA-31 Chieftain        | Stati Uniti | aerei da trasporto | PA-31-350                       | 2                  | 2 PA-31-350 consegnati a partire da novembre 2023. |          |